# 콘차
콘차(스페인어: concha)는 멕시코의 단 빵류인 판 둘세의 일종으로, 크러스트를 입힌 모양이 조가비를 닮아, 스페인어로 "조가비"를 뜻하는 "콘차"라는 이름이 붙었다. 한국의 소보로빵이나 일본의 멜론빵, 홍콩의 보로바우(파인애플빵) 등처럼 설탕, 버터, 밀가루 등으로 만든 바삭바삭한 크러스트가 올라가 있으며, 조가비를 닮은 모양으로 갈라진 사이는 초콜릿이나 화이트초콜릿 등으로 만든 갈색 또는 흰색으로 장식한다.

## 같이 보기
- 막사이고바우(멕시코빵)